# Fiodorowka (rejon fatieżski)
Fiodorowka (ros. Фёдоровка) – wieś (ros. деревня, trb. dieriewnia) w zachodniej Rosji, w sielsowiecie wierchniechotiemlskim rejonu fatieżskiego w obwodzie kurskim.

## Geografia
Miejscowość położona jest nad ruczajem Wierchnij Chotieml (lewy dopływ Usoży w dorzeczu Swapy), 4 km od centrum administracyjnego sielsowietu (Wierchnij Chotieml), 5,5 km na południowy zachód od centrum administracyjnego rejonu (Fatież), 41 km na północny zachód od Kurska, 3,5 km od drogi magistralnej (federalnego znaczenia) M2 «Krym» (część trasy europejskiej E105).
We wsi znajdują się 23 posesje.
Klimat
Miejscowość, jak i cały rejon, znajduje się w strefie klimatu kontynentalnego z łagodnym ciepłym latem i równomiernie rozłożonymi opadami rocznymi (Dfb w klasyfikacji klimatów Köppena).

## Demografia
W 2010 r. wieś zamieszkiwało 13 osób.